# Arnold von Siemens
Arnold von Siemens (13 de noviembre de 1853-29 de abril de 1918) fue un magnate alemán de la industria electromecánica. Miembro de la familia Siemens, se ocupó de la expansión internacional de la empresa creada por su padre Werner von Siemens, a quien sucedió en la dirección del grupo empresarial familiar, que con el paso del tiempo se convertiría en el gigante industrial Siemens AG.

## Semblanza
Nacido en Berlín en 1853, Arnold era el hijo mayor de Werner von Siemens, inventor y fundador de la empresa eléctrica Siemens & Halske, y de su primera esposa (y prima segunda) Mathilde Drumann. Asumió la representación de ventas en Viena de la empresa de su padre en 1879 y estableció una fábrica de producción allí en 1883. En 1887 abrió la primera oficina de la compañía en Japón. En 1892 fundó una fábrica de locomotoras eléctricas en Chicago, desafiando el liderazgo en el mercado en los Estados Unidos de General Electric. Sin embargo, la fábrica quedó completamente destruida por un incendio en agosto de 1894.
Cuando su padre se jubiló en 1890, Arnold lo sucedió como director general. Siemens & Halske (S & H) se convirtió en una sociedad anónima en 1897, con el tío de Arnold, Carl Heinrich von Siemens, como su primer presidente del consejo supervisor. Arnold lo sucedió como presidente de la junta desde 1904 hasta su muerte en 1918. Su hermano Georg Wilhelm von Siemens, hasta entonces presidente de la junta de una empresa hermana, Siemens-Schuckertwerke AG, lo sucedió como presidente de Siemens & Halske AG.
Se casó con Ellen von Helmholtz, hija de un amigo cercano de su padre, Hermann von Helmholtz, y se convirtieron en padres de cinco hijos, de los que el mayor fue Hermann von Siemens, posteriormente presidente del grupo industrial familiar.
Arnold von Siemens representó desde 1903 los intereses de las empresas en la Cámara de los Señores de Prusia, siendo uno de los primeros industriales de una familia señorial designado para este cargo. En 1912, solo había 19 representantes de la industria y el comercio en esta institución.
Falleció en Berlín en 1918, a los 64 años de edad.